# ムクタール・ロボウ
ムクタール・ロボウ (Mukhtar Robow, ソマリ語: Mukhtaar Roobow, アラビア語: مختار روبو、1969年10月10日 - )、別名アブ・マンスール (Abu Mansur, Abu Mansour)はソマリアのイスラーム武装勢力アル・シャバブの元幹部。2017年にソマリア政府に投降した。2018年にソマリア連邦の1構成国南西ソマリアの大統領選に立候補しようとしてソマリア政府に逮捕され、自宅軟禁状態が続いていたが、2022年8月に解放されてバーレ内閣の宗教大臣に指名され、国会の承認を得て就任した。

## 略歴

### 若いころ
1969年10月10日、ソマリア中部の町フドゥールの南の村Abalで生まれた。出身氏族はラハンウェインのLeysan支族。地元のコーラン学校に通い、その後に首都モガディシュのモスクで宗教教育を受けた。
1990年代、スーダンのハルツーム大学でイスラーム法を学んだ。
2001年9月のアメリカ同時多発テロ事件の際にはアフガニスタンでアルカーイダの訓練を受けていた。
2006年にはソマリアでイスラーム武装勢力イスラム法廷会議の副防衛部長を務めた。2006年11月のソマリア暫定連邦政府検問所自爆攻撃の責任者と考えられている。

### アル・シャバブに参加
2007年、ロボウはイスラーム武装勢力アル・シャバブの公式スポークスマンとなった。2007年後半には空爆で死亡したと思われたアデン・ハシ・ファラー・エイロウ（後に生存が判明）の後を受けてリーダーを務めたが、12月にアフメド・アブディ・ゴダネがリーダーとなった。
2008年11月、米国財務省は大統領令に基づいてロボウをテロリストに指定。
2012年、米国はロボウの捕獲につながる情報に500万ドルの報奨金をかけた。

### ソマリア政府への投降
2013年、ロボウはソマリア南部の町ブラバで上級幹部のアフメド・アブディ・ゴダネと対立し、2017年8月に脱退するまで自前の軍隊にかくまわれていた。
2017年6月、米国はロボウの情報に関する報奨金を撤回。2017年8月、ロボウはフドゥールの南にある故郷の村Abalの拠点でアル・シャバブの攻撃を受けたのを機会にソマリア政府に帰順した。帰順はソマリア政府の計画に基づくもので、担当者はロボウの説得に3年かかった。
2017年12月、南西ソマリアのバイドアで南西ソマリア政府幹部とロボウの会談が行われ、アル・シャバブへの対応が話し合われた。その少し前にフドゥールで南西ソマリア政府、ロボウ、ソマリア政府の予備的な打ち合わせが行われていた。

### 南西ソマリア大統領選立候補と逮捕
2018年12月、ロボウはソマリア連邦の構成国である南西ソマリアの大統領選への出馬を表明。ソマリア政府はこれを阻止するため、アフリカ連合軍の支援を受けて南西ソマリアの町バイドアでロボウを逮捕。その際、ロボウの支持者15名が射殺されている。ソマリア政府は逮捕の理由として、ロボウが国際社会から制裁を受けており、公職に就く条件を満たしていないと説明した。国連はこの事件に関してソマリア政府を批判。逮捕されたロボウは裁判にかけられることなく拘留が続き、ソマリア国家情報安全保障局の刑務所に6か月拘留された後、ガルムドゥグの都市グリエルに移された。
2019年8月、ロボウは刑務所から自宅軟禁に変更となった。
2021年10月、ロボウはVOAソマリのインタビューを受けた後、再び国家情報安全保障局に拘束された。

### 宗教大臣就任
2022年8月1日、ロボウは国家情報安全保障局から解放され、2日、ソマリアのバーレ首相に宗教大臣に任命された。起用の理由は、アル・シャバブ幹部の降伏を促進するためと言われている。8月10日、前大臣Cumar Cali Roobleから引継ぎ。